# Ron Heckman
Ronald Ernest Heckman (23 tháng 11 năm 1929 – tháng 11 năm 1990) là một cầu thủ bóng đá người Anh từng thi đấu ở vị trí tiền vệ chạy cánh trái ở Football League cho Leyton Orient, Millwall và Crystal Palace. Sau đó ông thi đấu bóng đá non-league cho Bedford Town nơi ông cũng dẫn dắt từ tháng 4 năm 1967 đến tháng 3 năm 1969.